# Собачкоподібні
Собачкоподібні (Blenniiformes) є рядом риб, що містить декілька родин морських, солонуватоводних і навіть прісноводних риб. Всі ці риби подібні зовні і мають загальні риси поведінки. Включає 6 родин. У цьому підряді 130 родів і приблизно 833 видів.
Більшість собачкоподібних — дрібні риби з подовженим тілом (деякі нагадують вугрів), з відносно великими очима і ротом. Спинний плавець звичайно один, але довгий. У кожному з анальних плавців тільки по одному променю, а самі ці плавці тонкі і короткі. Хвостовий плавець закруглений. Морда тупа, на рилі часто можуть бути вуса. Зазвичай ведуть придонний спосіб життя, велику частину часу проводять на дні або невисоко над ним. Багато видів — поодинокі, можуть закопуватися в пісок або жити в печерах і ущелинах рифів або в нижній течії річок. Також можуть робити собі «будиночки» в порожніх раковинах молюсків.

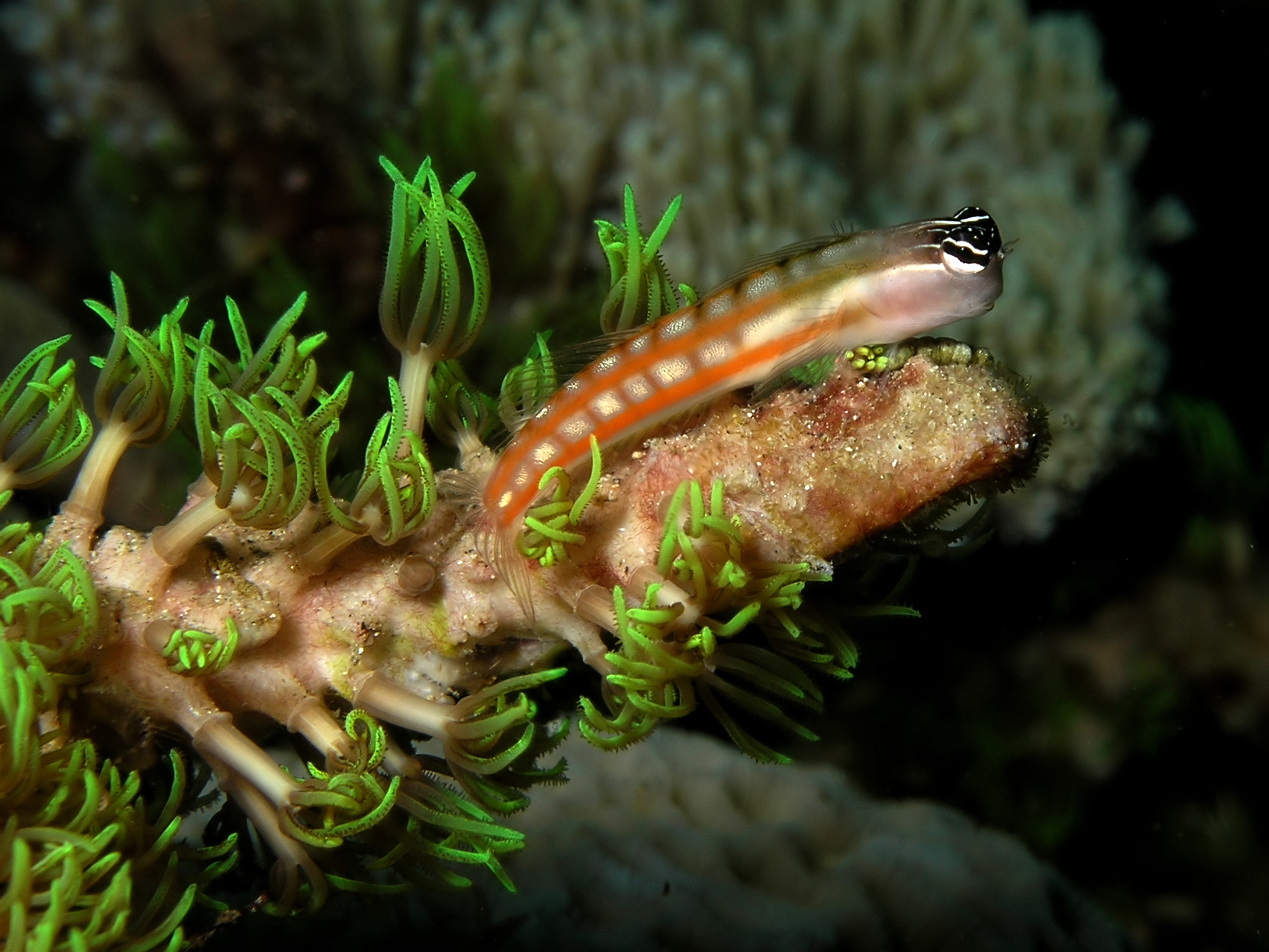
Морський собачка (Ecsenius axelrodi) зі Східного Тимору

Зовні дуже схожі на бичків і піскарок, а також на риб з деяких інших родин, також (але ненауково) званих «морськими собачками».

## Родини
До складу ряду входить 6 родин:
- Собачкові (Blenniidae), в тому числі Морський собачка шаблезубий (Aspidontus taeniatus)
- Хенопсієві (Chaenopsidae)
- Клинові (Clinidae), у тому числі Лускатий собачка гігантський (Heterostichus rostratus)
- Американські астрономи[en] (Dactyloscopidae)
- Лабрисомові (Labrisomidae)
- Трьохперкові (Tripterygiidae)

## Галерея

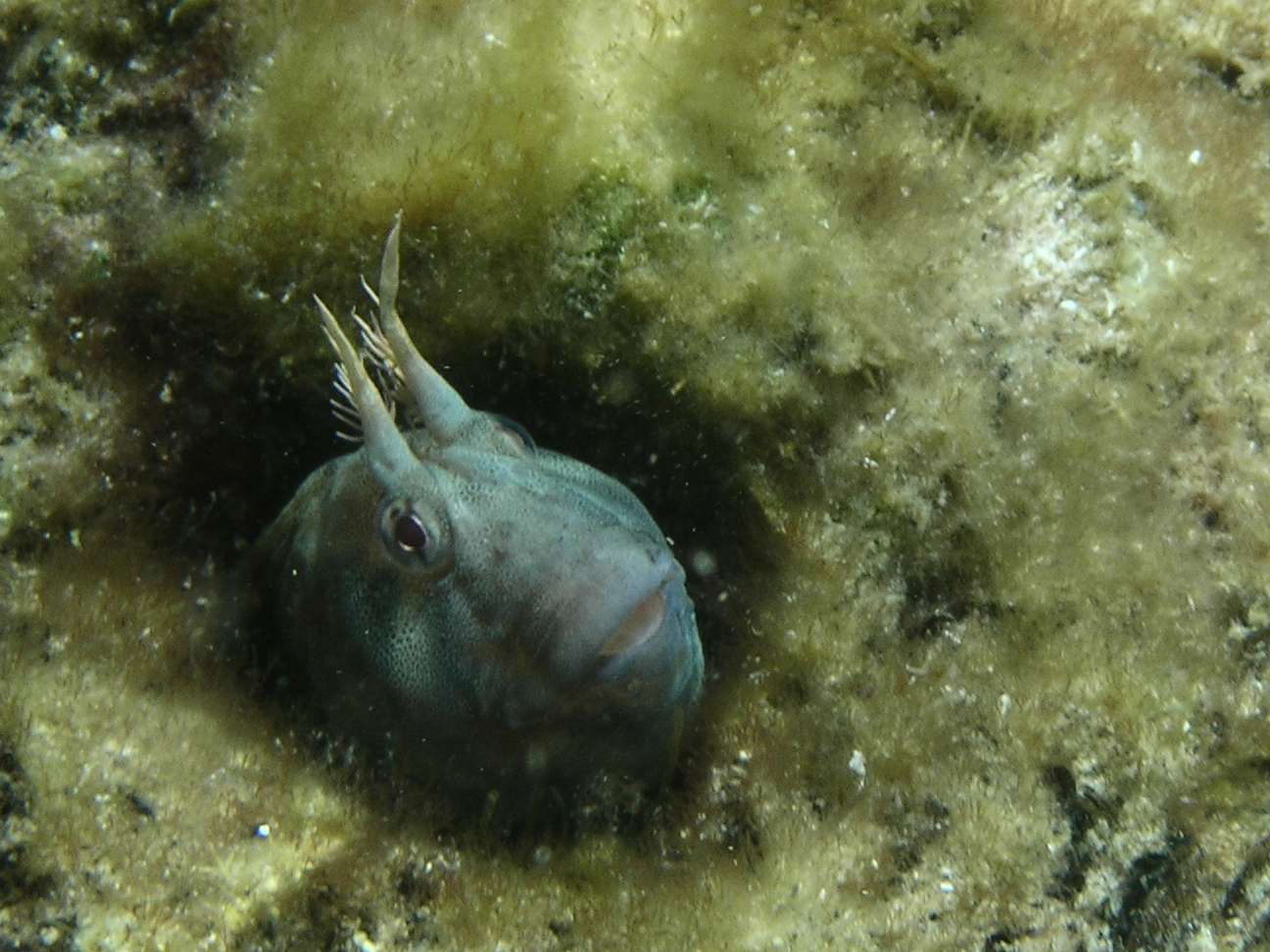
Собачка тасманійський в південній Австралії
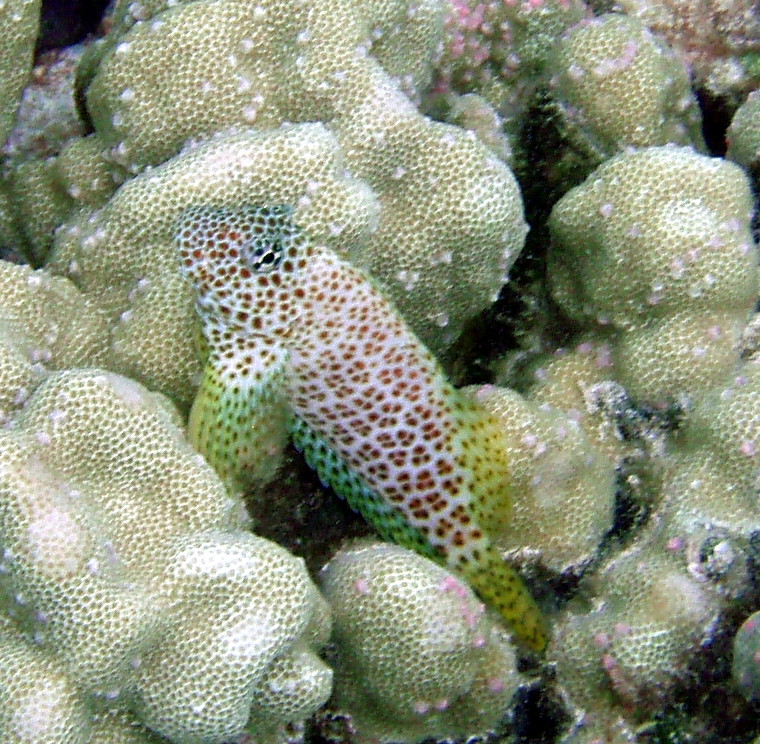
Exallias brevis, Гаваї
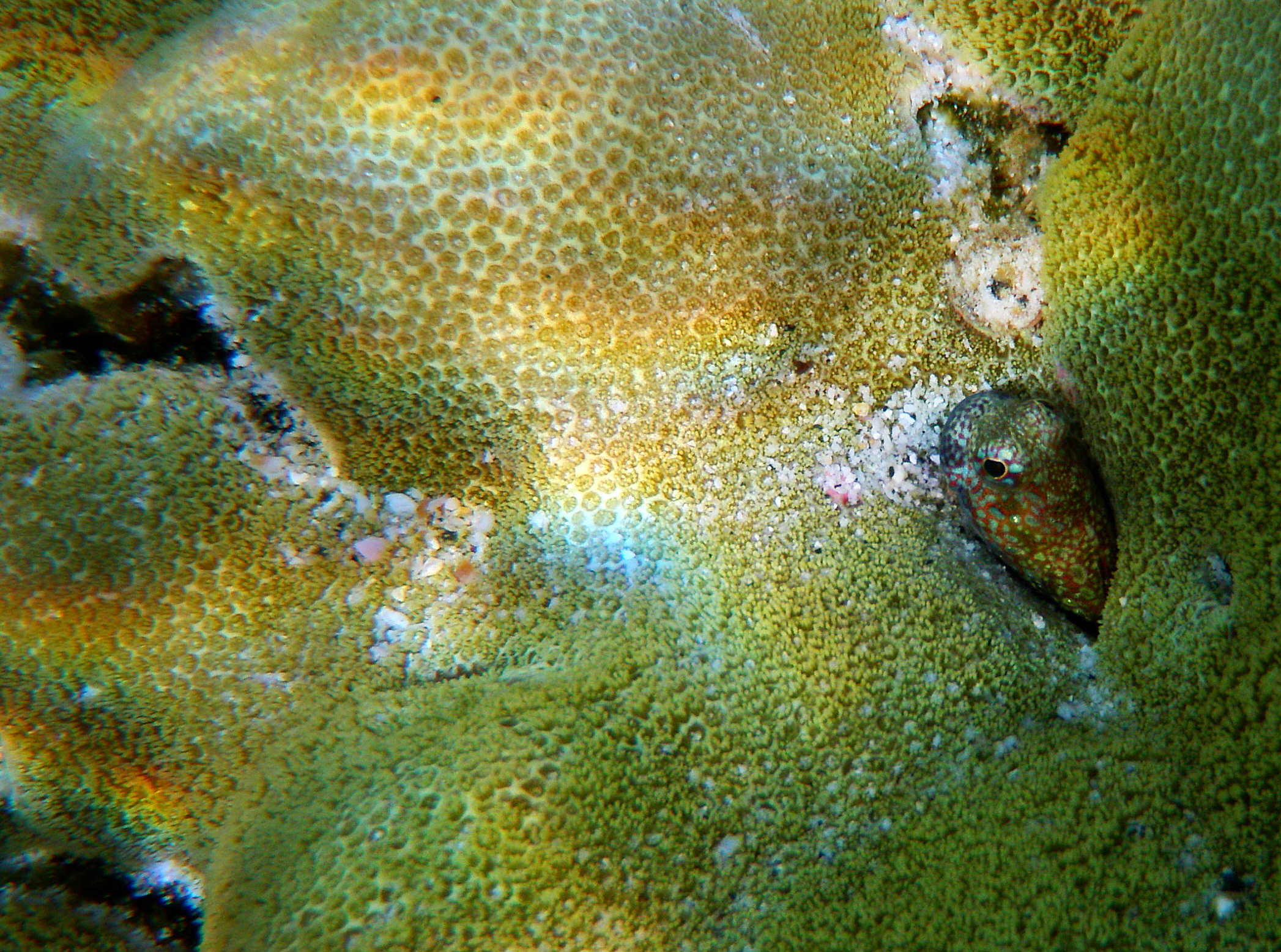
Blenniella gibbifrons в Кона[en], Гаваї
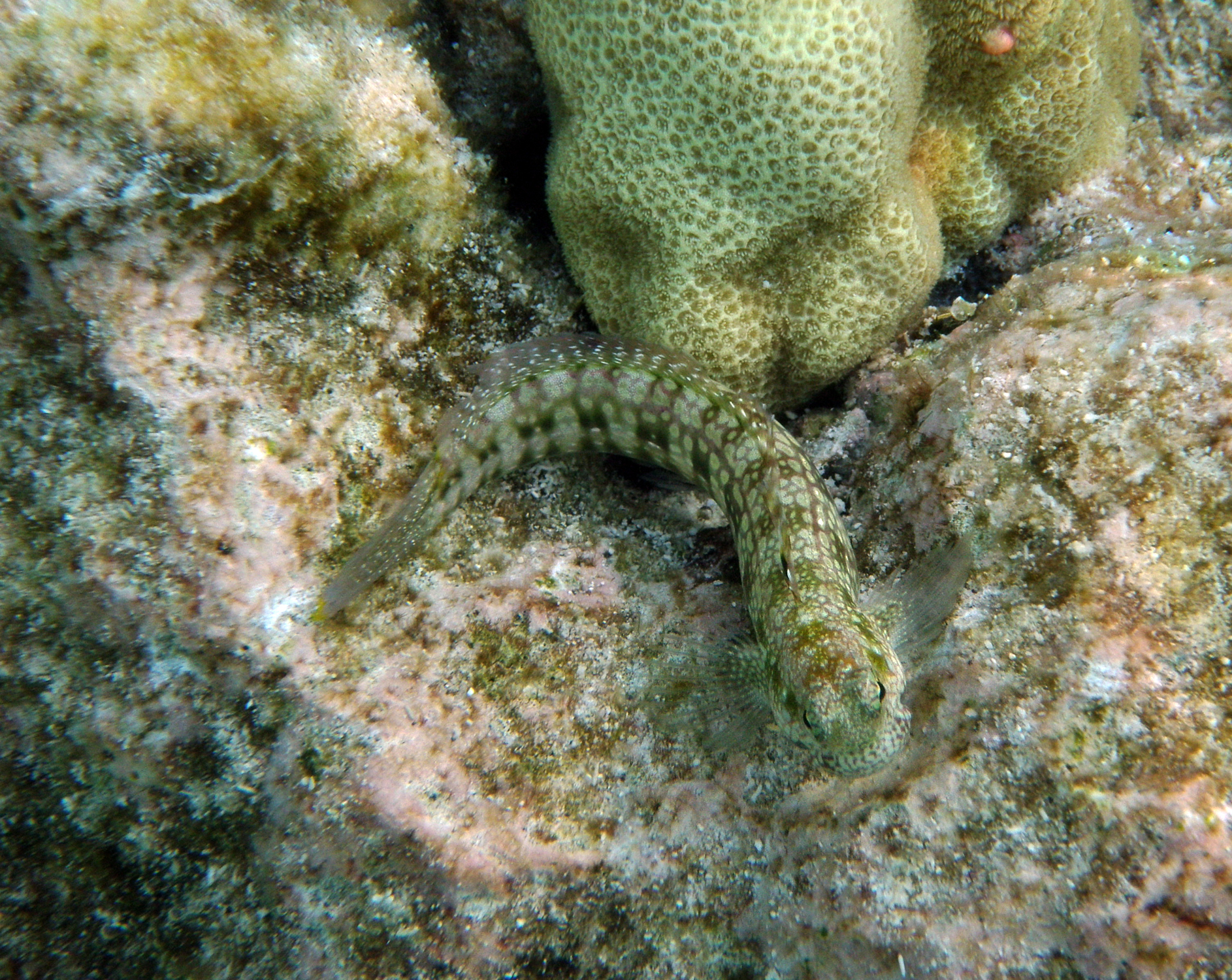
Entomacrodus marmoratus в Кона[en], Гаваї